# Traîne pas trop sous la pluie
 (août 2024).
Si vous disposez d'ouvrages ou d'articles de référence ou si vous connaissez des sites web de qualité traitant du thème abordé ici, merci de compléter l'article en donnant les références utiles à sa vérifiabilité et en les liant à la section « Notes et références ».
Traîne pas sous la pluie est un roman de Richard Bohringer publié chez Flammarion en 2009. Il est par la suite adapté en one-man-show.

## Résumé
L'auteur arrive aux Urgences (le cabaret de la dernière chance) un soir sous la pluie. La fièvre le fait délirer et la phrase titre revient sans arrêt. Il se croit sur un bateau dans la tempête et prend l'infirmier pour un grand singe. Il évoque son enfance : son père soldat allemand et sa mère, femme légère. Quand la fièvre s'apaise, il a besoin d'écrire : il se réclame de Rimbaud.